# Niñodaguia (Junquera de Espadañedo)
Niñodaguia (llamada oficialmente Santa María de Niñodaguia) es una parroquia y un lugar del municipio español de Junquera de Espadañedo, en la provincia de Orense, Galicia.

## Organización territorial
La parroquia está formada por ocho entidades de población, constando tres de ellas en el nomenclátor del Instituto Nacional de Estadística español:
- A Eirexa
- As Quintairas
- Niñodaguia
- O Campo
- O Ichó
- O Pumar
- Paradela
- Veigachá

## Demografía

### Parroquia
| Gráfica de evolución demográfica de Niñodeguia (parroquia) entre 2000 y 2022 |
|                                                                              |
| Datos según el nomenclátor publicado por el INE.                             |

### Lugar
| Gráfica de evolución demográfica de Niñodeguia (lugar) entre 2000 y 2022 |
|                                                                          |
| Datos según el nomenclátor publicado por el INE.                         |